# Glochidion nervosum
Glochidion nervosum är en emblikaväxtart som beskrevs av Arthur Hugh Garfit Alston. Glochidion nervosum ingår i släktet Glochidion och familjen emblikaväxter.
Artens utbredningsområde är Sri Lanka. Inga underarter finns listade i Catalogue of Life.